# TM NETWORK
TM NETWORK는 일본의 팝/록 음악 그룹이다. 코무로 테츠야 (신시사이저), 우츠노미야 다카시 (보컬), 기네 나오토로 (기타)로 구성되어 있다. 1987년에 발매한 싱글 〈Get Wild〉로 이름을 알렸다.